# چائک
چائک (به لاتین: Chaek) یک منطقهٔ مسکونی در قرقیزستان است که در شهرستان یومگل واقع شده‌است. چائک ۷٬۰۰۹ نفر جمعیت دارد و ۱٬۶۸۲ متر بالاتر از سطح دریا واقع شده‌است.